# Littorina sitkana
Littorina sitkana — вид брюхоногих моллюсков из семейства литторин. Обычно встречается в зоне высоких приливов и в зоне заплеска.

## Описание
Раковина этой литторины имеет около десяти грубых спиральных ребер на последнем обороте и тонкие спиральные микробороздки в промежутках между ребрами. Иногда эта ребристость может отсутствовать или присутствовать только у основания. Вид часто путают с Littorina subrotundata; лучший способ различить их — сравнение капсульной железы мантийного яйцевода.

## Распространение
Природным ареалом L. sitkana является дальневосточное побережье России, Японии и тихоокеанское побережье Северной Америки, простирающееся от Аляски до Орегона.